# 复兴路 (北京)
39°54′22″N 116°17′08″E / 39.90622°N 116.28564°E
复兴路是位于中國北京市海淀区的一条道路，在长安街的西延长线上。
复兴路为东西走向，东起木樨地桥，与复兴门外大街相连，与三里河路及白云观街北里相交，西至玉泉路，与石景山路相连。全长7316米。始建于1939年，1990年扩建至22.2至32米宽。
复兴路因居于复兴门外，又要区别于复兴门外大街，故称。中国抗日战争时期，称“长安大道”。抗日战争胜利后，改称“复兴路”。1966年建地铁后，拓宽改造为现状。因中段与西段南侧多为中国人民解放军部队单位，故于1967年改称“解放军大路”。1977年恢复原称“复兴路”。
复兴路地下建有北京地铁1号线，地上设有五棵松站、万寿路站、公主坟站、军事博物馆站、木樨地站。

## 地標
- 復興路4號中共中央對外聯絡部
- 復興路7號八一大樓
- 復興路22號原總後
- 復興路28號北京301醫院